# Lopezita
La lopezita es un mineral cromato, por tanto dentro de la clase de los minerales sulfatos. Fue descubierta en 1937 en una mina de la localidad de Huara de la provincia de Iquique, en la región de Tarapacá (Chile), siendo nombrada en honor de Emiliano López Saa, ingeniero de minas chileno relacionado con la industria del nitrato.

## Características químicas
Es un dicromato de potasio anhidro.
Se fabrica de forma sintética, pero el aspecto es muy distinto del mineral natural, que aparece como cristalitos agregados en forma de bolitas de 1 mm mientras que el material artificial cristaliza en prismas.

## Formación y yacimientos
Aparece como un mineral secundario raro, que cristaliza en el interior de cavidades en rocas con minerales de nitrato.
Suele encontrarse asociado a otros minerales como: ulexita, tarapacaíta o dietzeíta.

## Uso y precauciones
Comercialmente se vende como lopezita un cromato de potasio sintético, la rareza del mineral natural hace inviable su extracción en las minas.
Como todos los minerales de cromato, contiene el ion cromato que es carcinógeno y mutagénico, por lo que este mineral se debe manipular con precaución, lavándose las manos después de tomarlo, evitando inhalar el polvo cuando se fractura y evitando comérselo.